# Філіп Вехета
Філіп Вехета (чеськ. Filip Vecheta; нар. 15 лютого 2003, Зноймо, Чехія) — чеський футболіст, нападник клубу «Карвіна».

## Клубна кар'єра
Народився 15 лютого 2003 року. Вихованець футбольних команд «Зноймо» та «Словацко». Дорослу футбольну кар'єру розпочав 2019 року в основні клубу «Словацко» (Угерске Градіште).
2 серпня 2024 року Вехета підписав контракт з клубом «Карвіна». 16 березня 2025 року оформив хет-трик в переможній грі 3–2 проти команди «Чеські Будейовиці».

## Виступи за збірні
З 2018 по 2022 роки виступав за різні вікові групи юнацьких збірних Чехії, зокрема за U-16, U-17, Чехія U-19 та Чехія U-20.
З 2023 року виступає в складі молодіжної збірної Чехії.

## Досягнення
«Словацко» (Угерске Градіште)
- Володар Кубка Чехії (1): 2021–22